# Кобилочка сахалінська
Коби́лочка сахалі́нська (Helopsaltes amnicola) — вид горобцеподібних птахів родини кобилочкових (Locustellidae). Мешкає в Азії. Сахалінська кобилочка раніше вважалася підвидом тайгової кобилочки.

## Опис
Довжина птаха становить 18 см. Виду не притаманний статевий диморфізм. Верхня частина тіла оливково-коричнева, груди сірі, нижня частина тіла жовтувато-коричнева, нижні покривні пера хвоста рудуваті. Спів гучний, мелодійний.

## Поширення і екологія
Сахалінські кобилочки гніздяться на Сахаліні, Хоккайдо та на південних Курильських островах. Вони живуть у лісах, на луках, у чагарникових прибережних заростях. Зимують на півдні Філіппін, на сході Індонезії та на заході Нової Гвінеї.